# Tronföljdskrig
Tronföljdskrig, Arvföljdskrig eller Successionskrig kallas de krig som förts om besittningen av ett land när  successionsrätten av någon anledning inte varit fullt klar utan flera pretendenter framställt anspråk. 
Under den tid då folken inte ansågs ha någon rätt att själva bestämma om successionen utan länderna betraktades som furstarnas privategendom som ärvdes ofta nog enligt samma principer som annan dylik egendom uppstod naturligtvis ofta arvstvister om hela riket eller delar därav, och dessa medförde stundom krig. Även i valriken, till exempel i Polen, har tronföljden gett anledning till krig. De mest bekanta tronföljdskrigen är det så kallade "hundraårskriget" (1339-1453) mellan husen Plantagenet och Valois om Frankrikes tron, rosornas krig (1455-1485) om Englands tron, jülichska tronföljdskriget 1613-1614, spanska tronföljdskriget 1701-1714, polska tronföljdskriget 1733-1738, österrikiska tronföljdskriget 1740-1748 samt bayerska tronföljdskriget 1778-1779. Till krig av detta slag kan även åtskilliga andra krig hänföras, som enligt gängse historiska benämningar inte kallas tronföljdskrig, till exempel kriget mellan den svenska och polska grenen av Vasahuset 1598-1660, som gällde tronföljden i Sverige.